# Rio Branco
Rio Branco este capitala unității federative Acre (AC), Brazilia. La recensământul din 2007, orașul Rio Branco a avut o populație de 290,639 de locuitori. Suprafața orașului Rio Branco  este de 9,223 km². 